# المدرسة الدولية البريطانية في الجزائر
المدرسة الدولية البريطانية في الجزائر هي مدرسة بريطانية تقع في مدينة الجزائر العاصمة، الجزائر، افتتحت بتاريخ 1 يوليو 2021.